# Hans Stock (Schauspieler)
Hans Josef Stock (* 29. März 1867 in Dresden; † 25. Juni 1947 in Berlin) war ein deutscher Schauspieler.

## Leben und Wirken
Stock begann seine Bühnenlaufbahn am 7. Januar 1887 am Hoftheater von Dessau. Über Chemnitz (1888), Elberfeld (1889) und Oldenburg (1890) kam er an das Hoftheater von Altenburg, wo er fünf Jahre lang blieb (1891–96). Anschließend kehrte Stock nach Chemnitz zurück und trat auch in München auf, ehe er sich 1898 in Berlin einfand, um einer Verpflichtung ans Lessingtheater nachzukommen. Gastspielreisen führten ihn auch ins Ausland, bis nach London und Moskau.
Stocks Fach in jungen Jahren war das des Charakterliebhabers, vorwiegend in modernen, zeitgenössischen Stücken. Später, nach dem Ersten Weltkrieg, wuchs der Dresdner in das Rollenfach des Charakterdarstellers hinein, das er an hauptstädtischen Bühnen wie dem Trianontheater, dem Berliner Theater, dem Neuen Theater, dem Komödienhaus und dem Theater am Schiffbauerdamm ausfüllte.
Bereits vor dem Ersten Weltkrieg trat Hans Stock vor die Kamera. Man sah ihn vor allem in Nebenrollen, seltener in Hauptrollen (wie in Joe Mays Das verschleierte Bild von Groß-Kleindorf). Bevorzugt eingesetzt wurde der Dresdner im Fach der soignierten Herren und Honoratioren, als Repräsentant des gehobenen Bürgertums. Er verkörperte ebenso einen Grafen (in Max Macks Wo ist Coletti?) wie einen Juwelier (in Doktor Klaus), einen Ministerialdirektor (in Der Herr Landrat) wie einen Bürgermeister (in Schwarzwaldkinder), einen Professor (in Armer kleiner Pierrot) wie einen Millionär (in Das verschleierte Bild von Groß-Kleindorf). Seltener besetzte man ihn als Vertreter einfacher Leute – als gewöhnlicher Arbeiter, Angestellter oder Bediensteter (so wie sein Schlosser in Postkarten-Modell oder der Diener in Lohengrins Heirat). Stocks großer Förderer auf der Leinwand wurde der Produzent und Regisseur Heinrich Bolten-Baeckers, der Stock regelmäßig besetzte.
Hans Stock war einer der ersten Schauspieler Deutschlands, der vor der Kamera seine Stimme einsetzen konnte. Im Oktober 1928 stand er im Atelier Tobis-Tempelhof vor der Kamera und spielte in dem zwölf Minuten kurzen Spielfilm Dein ist mein Herz (Uraufführung im April 1929) den großen Förderer, Gönner und Freund des Komponisten Franz Schubert, Hofrat Joseph von Spaun. Knapp fünf Jahre darauf erwies Stock frühzeitig seine Reverenz gegenüber den neuen Machthabern und übernahm den Part eines alten Bauern in dem nazistischen Propagandakurzfilm Blut und Boden, eine Auftragsproduktion des Stabsamt des Reichsbauernführers. Seine Abschiedsvorstellung beim Film gab der 70-jährige mit einer Vaterrolle in Mario Camerinis Lustspiel Der Mann, der nicht ‚nein‘ sagen kann.
Danach konzentrierte sich der betagte Künstler bis zur Schließung aller deutschen Spielstätten im Spätsommer 1944 auf die Arbeit an Berlins Bühnen (u. a. Theater in der Behrenstraße und zuletzt Theater am Nollendorfplatz).

## Filmografie (als Schauspieler)
- 1913: Wo ist Coletti?
- 1913: Das verschleierte Bild von Groß-Kleindorf
- 1913: Die Ehre des Hauses
- 1914: General von Berning
- 1914: Ihr Sklave
- 1915: Die Toten erwachen
- 1915: Die verflixten Junggesellen
- 1916: Das tanzende Herz
- 1917: Stropp
- 1917: Postkarten-Modell
- 1919: Die Liebe der Marion Bach
- 1920: Armer kleiner Pierrot
- 1920: Der lustige Witwer
- 1920: Doktor Klaus
- 1921: Der Herr Impresario
- 1921: Das kommt von der Liebe
- 1922: Hotel zum Goldenen Engel
- 1922: Schwarzwaldkinder
- 1922: Lohengrins Heirat
- 1922: Der Herr Landrat
- 1925: Die zweite Mutter
- 1928: Der alte Fritz, 2. Teil: Ausklang
- 1928: Dein ist mein Herz (Kurzfilm)
- 1933: Blut und Boden (propagandistischer NS-Kurzfilm)
- 1934: Die große Chance
- 1937: Der Mann, der nicht ‚nein‘ sagen kann